# قره‌بلاغ (مرند)
قره‌بلاغ یکی از روستاهای استان آذربایجان شرقی است که در دهستان هرزندات غربی بخش مرکزی شهرستان مرند واقع شده‌است. این روستا ۸۳ نفر جمعیت دارد. شغل مردم این روستا دامداری و کشاورزی می‌باشد. این روستا از اطراف به وسیله کوه‌ها محصور گردیده و روستایی کوه‌پایه‌ای محسوب می‌شود. این روستا به جهت دسترسی آسان به جاده بین‌المللی و شهرستان‌های مرند، جلفا و هادی‌شهر از موقعیت بسیار خوب جغرافیایی برخوردار می‌باشد.